# 片桐りの
片桐 りの（かたぎり りの、1990年3月3日 - ）は、日本のAV女優。

## 略歴・人物
2009年にデビューしたギャル系AV女優。

## 出演作品

### アダルトビデオ
2010年
- すぐに破れるコンドーム×片桐りの （3月26日、ジャパンホームビデオ）
- 地元で有名な女子校生に中出し 2（4月9日、アップス）
- いいなり。 仕送りが止まった専門学生… 仮名りの 19才 （7月1日、チーム川崎）
- Men'sコンビニエンス 10《精飲サロン:昼間限定リアル若妻専門店》 （8月4日、チーム川崎）…オムニバス作品 他出演:宮村恋、森ゆきな、平松恵理香、みなみゆず、豊田沙希、紗奈 ほか
- ムレムレブルマバス（8月5日、ディープス）共演:みづなれい、愛原つばさ、上村香澄、梨杏 ほか
- お尻マンション 尻アルNo.02（10月7日、プレステージ）
- 万引き制服ギャル泣かせレイプ （12月19日、CROSS）…オムニバス作品 他出演:黒木ルナ

2011年
- BROWNIE 8 片桐りの(6月25日、デジタルアーク)
- hot chocolate 42 片桐りの(8月25日、デジタルアーク)